# NGC 4781
NGC 4781 ist eine Balken-Spiralgalaxie mit ausgedehnten Sternentstehungsgebieten vom Hubble-Typ SBcd im Sternbild Jungfrau auf der Ekliptik. Sie ist schätzungsweise 52 Millionen Lichtjahre von der Milchstraße entfernt und hat einen Durchmesser von etwa 60.000 Lichtjahren. Gemeinsam mit NGC 4784 bildet sie das Galaxienpaar Holm 483.

Im selben Himmelsareal befinden sich unter anderem die Galaxien NGC 4757, NGC 4760, NGC 4766, NGC 4790.
Das Objekt wurde am 25. März 1786 von Wilhelm Herschel entdeckt.

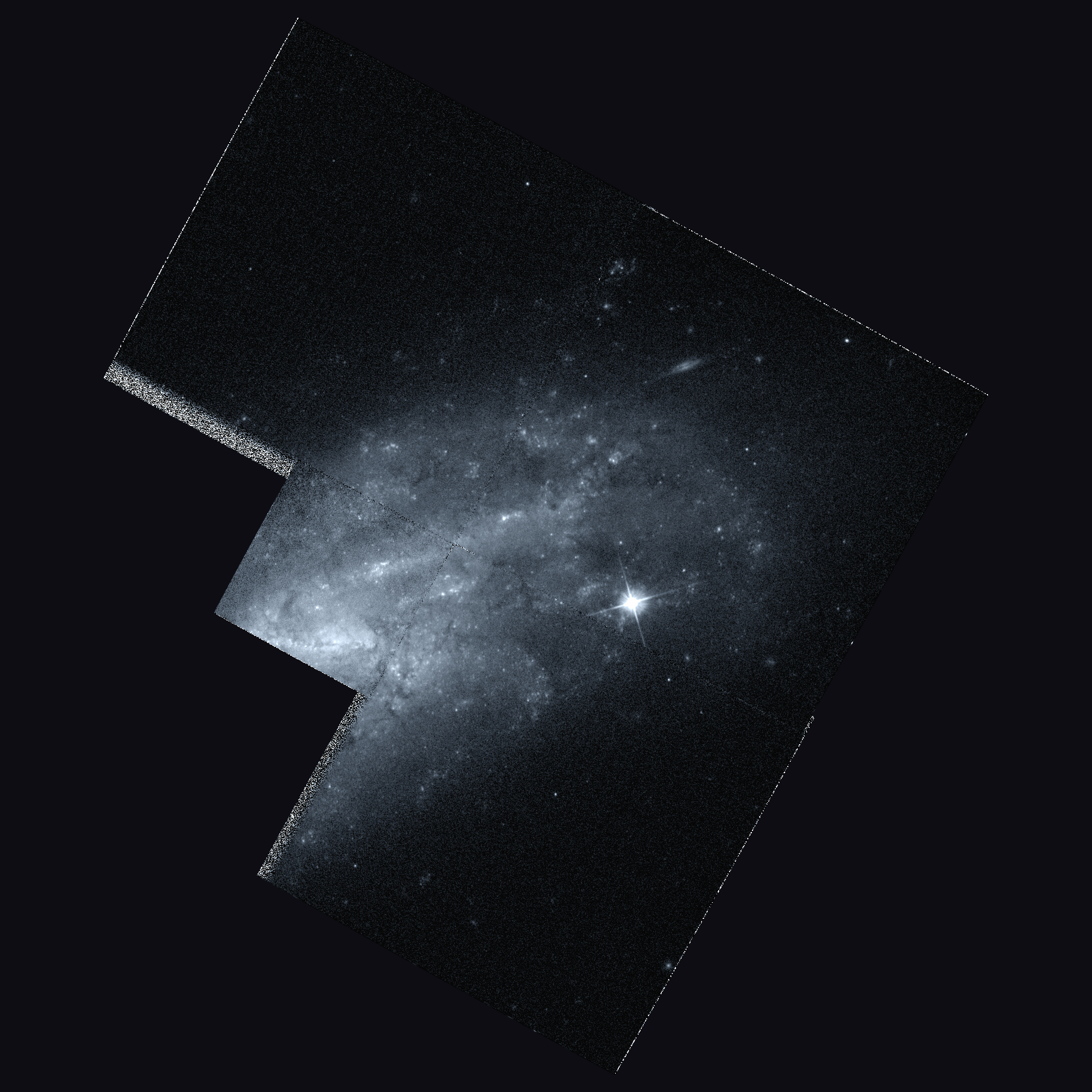
Hochaufgelöste Aufnahme eines Teils der Spiralgalaxie NGC 4781, erstellt mithilfe des Hubble-Weltraumteleskops